# Albrecht III Habsburg
Albrecht III Habsburg (ur. między 18 listopada 1349 a 16 marca 1350 w Wiedniu, zm. 29 sierpnia 1395 w Laxenburgu) – książę austriacki. Albrecht III był synem Albrechta II Kulawego i Joanny von Pfirt.

## Życiorys
W 1362 r. został zaręczony z Elżbietą Andegaweńską, bratanicą króla węgierskiego Ludwika. Po śmierci w 1365 Rudolfa Założyciela, Albrecht wraz z bratem Leopoldem III objął władzę w posiadłościach Habsburgów. Pod naciskiem cesarza Karola IV papież Urban V nie udzielił narzeczonym wymaganej dyspensy i zaręczyny zostały zerwane. W 1366 r. ożenił się z córką cesarską Elżbietą. Małżeństwo okazało się bezdzietne.
W 1369 Albrecht zaspokoił roszczenia finansowe Wittelsbachów, co umożliwiło mu utrzymanie Tyrolu. Spory z bratem doprowadziły w 1379 do podziału posiadłości. Albrecht otrzymał Dolną i Górną Austrię. Wkrótce zaczął przyłączać do swoich posiadłości lenna austriackie. Po śmierci pierwszej żony chciał poślubić Violantę, córkę Galeazza II Viscontiego, ale napotkał na opór papieża. W tej sytuacji zawarł małżeństwo z Beatrycze Hohenzollern, córką burgrabiego norymberskiego Fryderyka V. W 1377 urodził się następca Albrecht IV.
Po śmierci brata Leopolda w bitwie pod Sempach przejął jego posiadłości. Kontynuował walki ze Szwajcarami. W 1394 zawarł umowę małżeńską gwarantującą dziedziczenie Gorycji. Wziął udział w uwięzieniu króla niemieckiego i czeskiego Wacława IV. Zamierzał zająć tron Rzeszy, ale zmarł, zanim mu się to udało.
Albrecht był starannie wykształcony. Wspierał artystów.